# Ron Marchini
Ron Marcini, né le 4 mars 1945 à Stockton (Californie), est un karatéka américain, connu pour être le principal représentant du style Renbukai.